# Solec (województwo świętokrzyskie)
Solec – wieś w Polsce położona w województwie świętokrzyskim, w powiecie staszowskim, w gminie Szydłów.
Nazwa miejscowości utworzona z dniem 1 stycznia 2015 roku, przy jednoczesnej zmianie statusu miejscowości Stary Solec z wsi na część wsi. Na północ od wsi znajdują się źródła siarkowodoru o charakterystycznym zapachu. We wsi znajduje się również kaplica wybudowana w latach 80. XX w.
Wieś tworzy sołectwo.
W latach 1975–1998 84miejscowość położona była w województwie kieleckim.
Przez miejscowość przebiega droga wojewódzka nr 756.

## Współczesne części wsi
Poniżej w tabeli 1 integralne części wsi Solec (1067012) z aktualnie przypisanym im numerem SIMC (zgodnym z Systemem Identyfikatorów i Nazw Miejscowości) z katalogu TERYT (Krajowego Rejestru Urzędowego Podziału Terytorialnego Kraju).
| SIMC    | Nazwa        | Rodzaj    |
| ------- | ------------ | --------- |
| 1019540 | Korytka      | część wsi |
| 1019556 | Nowy Solec   | część wsi |
| 1019585 | Solec-Piaski | część wsi |
| 0275027 | Stary Solec  | część wsi |

## Dawne części wsi – obiekty fizjograficzne
W latach 70. XX wieku przyporządkowano i opracowano spis lokalnych części integralnych dla Solca Starego zawarty w tabeli 2.

| Nazwa wsi – miasta | Nazwy części wsi – miasta | Nazwy obiektów fizjograficznych – charakter obiektu |
| ------------------ | ------------------------- | --------------------------------------------------- |
| I. Gromada SZYDŁÓW |                           |                                                     |
| 1. Solec Stary     | —                         | —                                                   |

Miejscowość znajduje się na odnowionej trasie Małopolskiej Drogi św. Jakuba z Sandomierza do Tyńca, która to jest odzwierciedleniem dawnej średniowiecznej drogi do Santiago de Compostela.

## Historia
Solec wieś w powiecie stopnickim gminie i parafii Szydłów, W 1881 roku posiada szkołę początkową, młyn wodny, olejarnię.
W 1827 r. było 46 domów 281 mieszkańców.
W połowie XV w. wieś w parafii Szydłów, dawała dziesięcinę z łanów folwarcznych plebanowi w Lisowie, zaś z łanów kmiecych do Szydłowa (Długosz L.B. t.II s.391, 392).
18 lipca 1943 oddział Gwardii Ludowej im. Czachowskiego w sile 40 partyzantów oraz oddział Batalionów Chłopskich ze zgrupowania Jana Sońty ps. "Ośka" (20 ludzi) zajęli miejscowość i rozbroiły posterunek policji, rozbiły pocztę, młyn, tartak i spółdzielnię oraz zniszczyły Arbeitsamt. W walce z ochroną posterunku obserwacji lotniczej zginął jeden hitlerowiec.